# Anne André-Léonard

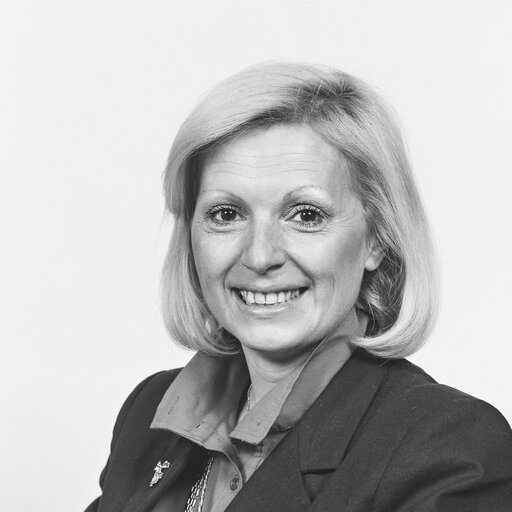
Anne André-Léonard

Anne André-Léonard (* 16. November 1948 in Schaerbeek/Schaarbeek) ist eine belgische Politikerin.

## Leben
Sie war Mitglied im Stadtrat von Ottignies-Louvain-la-Neuve. Von November 1985 bis 1989, von 1994 bis 1999 sowie von Juni 2003 bis Juli 2004 war sie als Abgeordnete im Europäischen Parlament tätig. Sie war zunächst Mitglied der belgischen liberalen Partei Parti réformateur libéral und danach in der liberalen Partei Mouvement Réformateur.